# Final Fantasy VIII
Final Fantasy VIII je videohra typu RPG od firmy Square pro PlayStation a pro PC. Vyšla v roce 1999 a přinesla jako první díl série realistické zobrazení herních postav co do rozměrů a proporcí. Bylo změněno také učení se magických dovedností a vyvolávání pomocníků. V průběhu hry hráč ovládá dvě různé skupiny hrdinů v různých časech, jejichž vzájemný osud je odhalen až v pozdější fázi hry. Úkolem hlavních postav, které jsou většinou členy elitní žoldnéřské jednotky SeeD, je splnit skutečné poslání této organizace, o jehož povaze i o souvisejících skutečnostech o herních postavách, se hráč doví až v pozdějších fázích hry.

## Herní prostředí a soubojový systém
Příběh se odehrává v rozlehlém, rozmanitém, futuristickém a bezejmenném světě s jedním velkým měsícem, kde se mísí technika a magie, a to dokonce ještě více než v předchozím díle. Ve hře se hráč setká, jako obvykle, se třemi herními módy: mapou světa, po níž se pohybuje pěšky, lodí, vlakem, jeepem, na chocobech, v létající základně a na konci v raketoplánu Ragnarok. Druhým módem jsou různá města a oblasti, ve kterých probíhá komunikace s lidmi a plnění různých úkolů. Posledním módem je bitva. Ve hře si hráč může zahrát ještě karetní minihru Triple Triad.
Systém bitev byl oproti předchozím dílům výrazně přepracovaný, ačkoliv stále pracuje na tahovém systému „Active Battle Time“. Síla útoků a schopností postav se s rostoucí úrovní postavy nezvyšuje jako v podobných RPG, postavy je nutné spojit (systém junction) s vyvolávatelnými Ochránci Guardian Force (dále jen GF). Po spojení vyberete postavě příkazy mimo standardní útok. Bez spojení nelze v bitvách ani kouzlit, ani využívat lektvary, ani žádné další dovednosti. Kouzla, jichž se lze naučit nanejvýš 32, se nezískají učením, ale vysáváním z nepřátel nebo ze zdrojů magie (vysávání je také příkaz dostupný jen díky GF). Postava může každé kouzlo naakumulovat 100× a využít ho v boji, nejsou zde žádné magické body ani mana. Kouzla lze přes GF dále spojit se základními statistikami postavy a posílit je, tedy i sílu útoku nebo odolnosti či jiné efekty. Lze tak namíchat vskutku variabilní koktejl dovedností. Tento systém zcela nahrazuje inventář předmětů, ve hře lze měnit jen vylepšení zbraně.
Velkou novinkou jsou i úrovně, zkušenosti, statistiky a dovednosti u GF. Mají hladinu života a mohou být při bitvě zabiti. Při jejich vyvolání je nutné čekat (doba závisí na „snesitelnosti“ s postavou) a během čekání je v případě inkasovaných úderů místo postavy zraňován právě GF. Kromě masivního plošného útoku či očarování spojenců lze GF využít také jako taktický nástroj na přežití např. obzvlášť silných úderů obětováním GF, který pak může být oživen speciálními předměty. GF získávají „Ability points“ (AP), které slouží k učení dovedností, kterými vylepšuje sebe i svého nositele.
Postavy mohou i v tomto díle využít „Limit break“, speciální unikátní dovednost. Na rozdíl od předchozího dílu je ovšem k aktivaci potřeba být dostatečně oslaben nebo být očarován aurou. V menu příkazů se při bitvě objeví u položky útok šipka doprava a tu pak hráč může i nemusí využít.

### Strany
- SeeD – Soukromá armáda speciálně vycvičených elitních žoldnéřů, kteří se učí bojovému umění už od dětství a jejich výcvik bývá dokončen zpravidla ještě před dovršením dospělosti. V boji využívají jako jediní na světě GF, takže jsou silnější než běžní vojáci. Často jsou najímáni vládami různých koutů světa k plnění nejrůznějších úkolů od ochrany před nepřáteli až po likvidaci nebezpečných živlů a provádění speciálních operací, kterých není standardní armáda schopna. Sídlí v Balambské zahradě. Členové se často rekrutují ze sirotků.
- Balambská zahrada – Sídlo SeeDů, nachází se v malé ostrovní republice Balamb na malém kontinentu sevřeném mezi Galbádií, Estharem a Trábií. Jedná se o obří zahradní několikapatrovou pevnost, jež slouží jako vojenská akademie kadetů SeeD a základna SeeDů. Později byla odhalena její schopnost přeměnit se v pevnost a vzlétnout. Zařízení je na vysoké technologické úrovni a pochází původně ze zaniklé civilizace Centry.
- Galbádie – Republika na západním kontinentu, v jejímž čele je prezident Deling. Má mocenské ambice i armádu, které však později posloužily zlu.
- Trábie – Země na severu estharského kontinentu, kde se nachází další zahrada, kteří ovšem nejsou SeeDy. Později byla zcela zničena zásahem mezikontinentálních raket.
- Esthar – Technologicky nejvyspělejší země na světě, nachází se na východě. Její role byla klíčová přibližně dvacet let před hlavními událostmi, kdy ji vládla čarodějnice Adel. V nynější časové linii je izolována od zbytku světa.

### Postavy
V partě má hráč celkem šest postav, z toho tři nanejvýš může použít v bitvě. Zde jsou seřazeny podle času, kdy se připojí k partě.
- Squall Leonhart (スコール・レオンハート, Sukóru Reonháto) – hlavní postava a 17letý kadet v Balambské zahradě na SeeDa s velkou jizvou na tváři, kterou utrpěl v souboji s rivalem Seiferem na začátku hry. Je velmi mlčenlivý, samotářský, mluví jen, když je to nutné, a mnohdy je dost natvrdlý. Přesto patří k nejlepším SeeDům. Později se pod vlivem starých vzpomínek a jeho životní lásky Rinoy začne otevírat a stane se z něj vynikající lídr SeeDů.[1] Ovládá zbraň „Gunblade“, meč zkombinovaný s pistolí uvolňující vibrace, aby čepel lépe řezala.
- Quistis Trepe (キスティス・トゥリープ – Kisutisu Turípu) – teprve 18letá instruktorka kadetů SeeD v Balambské zahradě, u mužských kadetů velmi oblíbená, avšak nezkušená a vnitřně osamělá. Do zahrady se dostala jako sirotek v 10 letech, v 15 letech složila zkoušky SeeDů a v 17 letech získala licenci instruktorky. Emočně se upnula na Squalla, ovšem tvrdě narazila na jeho antisociální chování. Kvůli přítomnosti Rinoy a po odhalení společné minulosti pochopila, že pro něj může být jen jako jeho kamarádka nebo sestra. V boji využívá ocelový bič.
- Zell Dincht (ゼル・ディン – Zeru Din) – Squallův stejně starý spolužák a kadet na SeeDa v Balambské zahradě. Je impulsivní a občas se chová přihlouple, ovšem je mistr v bojovém umění beze zbraně. SeeDem se stal, aby uctil památku svého dědečka, který byl kdysi slavným vojákem.
- Selphie Tilmitt (セルフィ・ティルミット – Serufi Tirumito) – 17letá kadetka z Balambské zahrady, která přestoupila z Trábijské zahrady, aby se mohla stát SeeDem. Skvěle organizuje Zahradní plesy. Působí trochu nemotorně a roztěkaně, ovšem v boji je velmi dobrá v užívání velké nunčaky.
- Rinoa Heartilly (リノア・ハーティリー Rinoa Hátirí) – 17letá dcera galbádského generála Carawaye a slavné zpěvačky Julie Heartilly. Po smrti matky se rozkmotřila s otcem, přijala matčino příjmení a nakonec utekla z domu. Postavila se do vedení protigalbádského odboje-Lesních sov. Byla okouzlena Seiferem, jenž ji pomohl dostat se k řediteli Cidovi, ale sblížila se se Squallem. Ne náhodou jsou propojeny i osudy jejich rodičů. Časem se z ní stane čarodějka. V bitvě používá zápěstní palnou zbraň, jež vystřeluje projektily podobné bumerangu. Také jí pomáhá její pes Angelo, kterého našla kdesi v Timberu.
- Irvine Kinneas (アーヴァイン・キニアス – Ávain Kiniasu) – 18letý drzý hezoun, dlouhovlasý cowboy a elitní ostrostřelec Galbádské zahrady. Velice rád flirtuje se ženami, ačkoliv třeba Quistis se z něj zvedá žaludek. Později ostatním prozradil jejich společnou minulost, na kterou si nikdo krom něj nepamatuje kvůli vedlejším účinkům užívání moci GF. Nakonec si vybudoval romantický vztah k Selphii, kterou měl rád odjakživa, ale nemohla si pamatovat. V boji využívá pušku.

Ve hře je několik speciálních událostí, kdy hráč ovládá partu jiných hrdinů, ovšem ti dědí GF i vlastnosti a úrovně hlavních postav.
- Laguna Loire (ラグナ・レウァール – Raguna Rewáru) – ve Squallových snech je 27letým galbádským vojákem bojujícím po boku Kirose a Warda během Války čarodějek. Byl zamilován do klavíristky Julie a měl sen stát se novinářem, ovšem nakonec žil v městečku Winhill v péči dívky jménem Raine, s níž se později oženil. Staral se o její schovanku Ellone, kterou však unesli estharští vojáci na příkaz Adel, z jejíchž spárů ji po víc než půlročním putování po celém světě vysvobodil. Během svého putování posílal své příběhy do redakce Timberských maniaků, které si později mohl Squall a jeho parta prohlédnout. Ačkoliv to nebylo řečeno přímo, je zřejmé, že je Squallův otec, Raine totiž zemřela po porodu. Laguna používá jako zbraň útočnou pušku.
- Kiros Seagill (キロス・シーゲル – Kirosu Šígeru) – Lagunův parťák v galbádské armádě. Když byla Ellone unesena, nabídl Lagunovi pomoc a pomohl mu sehnat peníze na cestu do Estharu účinkováním v levném filmu. V boji využívá nože připevněné k zápěstí.
- Ward Zabac (ウォード・ザバック – Wódo Zabaku) – Druhý Lagunův parťák v galbádské armádě, více než dvoumetrová gorila. Při zranění, které utrpěl v Centře, přišel o hlas a po zotavení pracoval jako údržbář v galbádském vězení D-District. Později doprovodil Lagunu do Estharu, přestože byl stále němý. V boji využívá obří harpunu.

### Nepřátelé
- Ultimécie (アルティミシア – Arutimišia) – zlá čarodějnice z daleké budoucnosti a hlavní nepřítel Squalla a vlastně veškerého života na světě. Její identita byla odhalena až poté, co posedla Rinou. Využívá velmi vyspělou technologii spojení, nazvanou Ellone, k posednutí a ovládnutí čarodějek v minulosti. Stála v pozadí vzestupu agresivity Galbádie i osvobození Adel, aby nalezla Ellone, s jejíž pomocí chtěla vyvolat kompresi času. Tím by zahubila veškerý život kromě sebe a stala by se živou bohyní s mocí srovnatelnou s „Hynem Velikým“, což byl ve hře jakýsi bůh, který stvořil lidstvo.
- Seifer Almasy (サイファー・アルマシー – Saifá Arumaší) – spolužák a velký rival Squalla, v bitvě na začátku hry Squallovi udělal velkou jizvu na tváři. Už několikrát neúspěšně skládal zkoušky SeeDa, ale neuspěl kvůli svému nedisciplinovanému chování. Sám vykonával funkci předsedy disciplinárního výboru spolu se svými přáteli Raidžinem a Fudžin. Později se přidal ze zbrklosti, strachu a zčásti z účinku očarování (vymytím mozku) k Ultimécii a stal se jejím rytířem (inspiroval se tím levným brakem, kde hrál rytíře Laguna). Tak SeeDy opustil navždy a v průběhu hry se několikrát střetl se Squallem.
- Adel (アデル – Aderu) – estharská čarodějka, která odstartovala Válku čarodějek. Její vojáci unášeli po celém světě mladé dívky, aby mohla té vhodné předat své schopnosti a učinit ji nástupkyní. Ideální kandidátkou byla Ellone, ovšem Adeliny plány překazil Laguna, který před 17 lety zlomil její moc a uvěznil ji. Byla však Ultimécií v Rinoině těle osvobozena, naštěstí ne na dlouho, neboť ji zabil Squall. Nástupkyní se pak stala Rinoa.
- Vinzer Deling – Galbádský prezident a hrdina Války čarodějek. Během let se však z něj stal neoblíbený diktátor. Jmenoval čarodějku Edeu (posedlou Ultimécií) velvyslankyní, aby „vyřešila“ spory s ostatními národy, ovšem ta prezidenta po svém jmenování zabila a Galbádii vládla sama.
- NORG – vyhnanec z národa Šumi, který půjčil řediteli Cidovi Kramerovi peníze na založení SeeDů a zprovoznění Balambské i Galbádské zahrady a navrhl koncepci financování její činnosti. NORGa však zajímaly na rozdíl od Cida jen peníze a po neúspěšném atentátu na Edeu vyvolal ze zbabělosti v zahradě vzpouru. Nakonec napadl Squalla, ale po své porážce se zavřel do kokonu. Později se členové jeho rasy omluvili za jeho činy.

### Přátelé
- Raine Loire (レイン・レウァール – Rein Rewáru) – žena, která nalezla zraněného Lagunu pod útesem u Winhillu. Nejprve si ho moc neoblíbila pro jeho chování a zlozvyky, ale později se stala jeho snoubenkou a manželkou. Po svatbě otěhotněla, ale než měla možnost to říct, odešel Laguna do Estharu zachránit Ellone. Po porodu umřela a Ellone i jejího čerstvě narozeného syna pak sousedé předali do sirotčince.
- Julia Heartilly (ジュリア・ハーティリー – Džuria Hátirí) – galbádská pianistka a první láska Laguny, do kterého se zamilovala i ona. Svěřila se mu s touhou zpívat a vyznala mu své city, jenže toho brzy odvolali na misi, z níž se nevrátil. Pravděpodobně se dozvěděla, že je nezvěstný, tak našla útěchu u jiného vojáka, Furyho Carawaye. Toho si vzala, měla s ním dceru Rinou a splnila si sen se svým hitem Eyes on me, kde zpívá o své ztracené lásce Lagunovi. Pět let po narození dcery Rinoy zemřela při autonehodě.
- Ellone (エルオーネ – Eruóne) – dívka, kterou Squall nazýval „sestřičkou“. Má schopnost posílat vědomí druhých do minulosti lidí, které znala. Tu použila na Squalla a jeho partu (proto se jim zdálo o Lagunovi, Kirosovi a Wardovi), aby se pokusila změnit minulost. Brzy jí došlo, že ji lze jen prohlížet. Její schopnost však potřebovala Ultimécie, aby se dostala ještě dále do minulosti k vyčarování komprese času. Proto se musela od malička skrývat, neboť estharští vojáci zabili její rodiče, když jí byly dva roky. Od té doby se o ní starala Raine s Lagunou, jenž ji také vysvobodil ze spárů Adel. Po smrti Raine byla spolu s jejím maličkým bratříčkem ukryta do sirotčince manželů Kramerových. Byla pak nucena se deset let skrývat na lodi bílých SeeDů a schovávat se dál před Ultimécií. Přestože není hratelnou postavou, je její postava v příběhu snad nejdůležitější ze všech.
- Cid Kramer (シド・クレイマー Šido Kureimá) – ředitel Balambské zahrady a manžel Edey, s níž vedl po Válce čarodějek sirotčinec. Později spolu založili SeeDy. Cid si dal záležet, aby Squall a další uspěli v tréninku, aby bojovali s čarodějkou a naplnili smysl existence SeeDů. Sám o sobě je celkem benevolentní, např. když dal po fiasku v Dolletu ještě šanci Seiferovi.
- Edea Kramer (イデア・クレイマー – Idea Kureimá) – ve hře je představena jako mocichtivá čarodějka ovládající Galbádii, kterou SeeDové musí zlikvidovat. Byla však posedlá Ultimécií, a když byla její moc nad jejím tělem zlomena, přidala se nakrátko ke Squallovi. Omylem předala své čarodějné schopnosti Rinoe, čímž ji vystavila zájmu Ultimécie. Krom Rinoy vychovávala v sirotčinci všechny členy party a mnoho dalších dětí (bílé SeeDy).

## Příběh
Hra začíná nesourodým pochodem myšlenek Squalla, jenž bojoval se svým arcirivalem Seiferem kdesi za zahradou, a Seifer Squallovi udělal velkou jizvu v obličeji. Probral se na ošetřovně, kde ho navštívila záhadná dívka, která mu řekla: „Zase se setkáváme, Squalle,“ a odešla. Později si pro něj došla instruktorka Quistis, aby ho doprovodila do třídy, kde informovala kadety o praktické zkoušce SeeDů. Squall ještě neměl vlastního Ochránce (GF), proto musel nejprve se svou instruktorkou jednoho najít a ovládnout. Na chodbě do něj narazila nová žačka přestoupivší z Trábijské zahrady, které Squall ukázal celou Balambskou zahradu. Potom se vydal s Quistis do Ohnivé jeskyně, kde porazil Ochránce Ifrita, jenž následně souhlasil se spojením. Díky splnění této zkoušky byl Squall připuštěn k praktické zkoušce.
Tu představil ředitel Cid Kramer všem 12 kandidátům SeeD a vyslal je na ostrou bojovou misi do zámořského Dolletu, jenž požádal SeeDy o pomoc proti armádě Galbádie. Rozdělil je do čtyř týmů o třech žácích a jednom instruktorovi, který měl v případě jejich selhání dokončit práci za ně. Do čela Squallova týmu postavil Seifera, třetím členem byl jejich spolužák Zell a dohlížející instruktorkou Quistis. Po několika hodinách se lodě SeeDů vylodily v dolletském přístavu a vypukla bitva. Seifer se Zellem a Squallem měli zabezpečit náměstí, ovšem Seiferovi to bylo málo a chtěl si hrát na sólo-hrdinu (což pořád opakoval, že udělá. Pořád mluvil, že týmová práce znamená nechat ho vše udělat samotného).
Vydal se tedy na vlastní pěst na dolletskou vysílací věž, kterou obsadili galbádští vojáci. Squall se Zellem ho museli následovat. Před bránou se k nim přidala Selphie (ta, kterou Squall na začátku provázel po zahradě), že má pro Seifera rozkaz se stáhnout. Ten ji ignoroval a vtrhl do věže, kam museli i všichni ostatní. Nahoře porazili galbádský výsadek, ovšem spustil se obří radar, který nebyl léta používán, neboť nefungovaly žádné věci pracující s rádiovými vlnami. Nakonec museli všichni utéci před obřím chodícím tankem, který je pronásledoval ulicemi Dolletu až ke břehu, kde ho zlikvidovala kulometem Quistis. Po nalodění se vrátili do Balambu.
Cid všechny informoval o úspěšném splnění mise. Galbádii zůstala věž, ale město samotné vyklidila. Seifera odevzdal do rukou disciplinárnímu výboru za nesplnění rozkazu a čtyřem kandidátům, kteří v bitvě uspěli, udělil titul SeeD. Byli jimi Squall, Zell, Selphie a z jiného týmu ještě Nida. Iniciativní Selphie pak zorganizovala velký zahradní festival. Squall se na něm královsky nudil a radši zůstal stranou, když tu si ho všimla drobná černovlasá dívka, která ho vytáhla na taneční parket. Zprvu tvrdil, že neumí tancovat, ale ukázalo se, že mu valčík jde velmi dobře. Poté dívka zmizela. Squall odešel na zahradní balkón, kde se k němu přidala Quistis a spustila položárlivou scénu, že jí si celou dobu nevšímal, ale s holkou, kterou viděl prvně v životě, si klidně tancuje. Každopádně ho nalákala na „misi“ pochytat ty, co se scházeli tajně za tréninkovou ohradou. Zde Squallovi pověděla, že ji odvolali z funkce instruktorky, protože nemá velitelské schopnosti. Pokusila se Squallovi vyznat své city, ovšem ten reagoval jen tím, že nemá čas na problémy druhých. Krom toho byla pro něj stále instruktorkou, ač jen o rok starší, navíc neměl o milostný románek zájem. Radši šel tedy spát.

### Mise v Timberu a Galbádii
Na druhý den Cid zavolal Squalla, Zella a Selphie, že má pro ně první misi. Kontaktovala ho skupina Lesních sov, která vedla odboj proti nadvládě Galbádie. Sice to pro ně dělají nezvykle levně, ovšem Cid zdůraznil, že splnění mise je velmi důležité pro budoucnost. Skupina nasedla na podmořský mezikontinentální vlak a odcestovala do Timberu. Během cesty upadli do záhadného hlubokého spánku, v němž měli sen o galbádském vojákovi jménem Laguna Loire a jeho dvou spolubojovnících Kirosovi a Wardovi, kterak (ne)plnili svojí misi hluboko v timberském lese. Potom se trojice potrhlých vojáků ocitla v galbádské metropoli Deling, kde navštívili oblíbený hotelový bar, kde pravidelně vystupovala klavíristka Julie Heartilly, do které byl Laguna zoufale zamilovaný. Toho dne se ovšem odhodlal k činu a došel až k pódiu. Po krátké rozmluvě ho pozvala do svého pokoje, kde se mu vyznala s touhou stát se zpěvačkou, ovšem chyběla jí schopnost psát texty. Laguna ji řekl, že má sen stát se novinářem, až skončí válka. Navzájem si sdělili city, ovšem jejich rande ukončil nový rozkaz.
Se skončením snu nabyla Squallova skupina opět vědomí (pro Squalla byl Laguna celkem hňup, zato Selphii se líbil). Zjistili, že už jsou téměř v Timberu. Ve městě našli na předem domluvené heslo příslušníky odboje a také jejich „princeznu“, což byla dívka, která tancovala se Squallem na Zahradním plese. Jmenovala se Rinoa Heartilly a sdělila jim plán mise. Do Timberu osobně cestoval galbádský prezident Vinzer Deling vlakem. Chystali jeho únos, aby ho donutili k podepsání rozkazu stáhnout se z Timberu. Únos se však nezdařil, neboť ve vlaku byl jeho zombifikovaný dvojník. Squall, Zell i Selphie byli z tohoto fiaska rozladěni a chtěli po Rinoe přesné znění smlouvy, která zavazovala všechny tři sloužit Rinoe, dokud nebude Timber svobodný. Mezitím dorazila zpráva, že Deling míří do budovy televize (kvůli tomu Galbádie obsadila dolletskou věž, aby pokryla signálem celý svět, doteď fungovala televize jen kabelově, a to pouze jen záznamy, přímý přenos rovněž nefungoval).
V budově timberské televize oznámil jmenování vyslankyně pro jednání s ostatními národy a rebely, čarodějku Edeu. Na místo dorazili i SeeDi s Rinoou, ale ta od nich utekla po hádce se Squallem kvůli amatérismu a přístupu sov. V ten moment však televizní budovu přepadl Seifer, který uprchl z Balambské zahrady, aby si dokázal, že on je tím nejlepším SeeDem. Prezidenta zadržel jako svého rukojmího. Quistis byla poslaná Cidem, aby Seifera zadržela, ovšem ten po krátké potyčce zmizel (doslova beze stopy díky Edee, která mu nabídla splnění jeho snů). Na místo se vrátila Rinoa, která viděla celý incident v televizi, protože měla ráda Seifera, neboť to on jí umožnil v době Zahradního plesu dostat se k Cidovi. Sídlo sov bylo vojáky zničeno, tak všichni čtyři SeeDi museli s Rinoou (stále je vázala smlouva) z Timberu zmizet. Cílem byla Galbádská zahrada, jejíž ředitel Martin byl Cidův dobrý přítel. Rinoa se cestou znovu pohádala se Squallem kvůli jejich diametrálně rozdílnému pohledu na život a kvůli tomu, že Zell hledal u Squalla povzbuzení, protože prozradil v televizi, že jsou ze Zahrady.
Po hádce se jim zdál další sen o Lagunovi. Několik dnů po prvním setkání s Julií plnil misi v starodávné Centře, kde prozkoumávali zvláštní obří strukturu. Dostali se ale do obklíčení estharských vojáků a byli nuceni skočit z útesu. Po probuzení se Squall a jeho parta ocitla v Galbádské zahradě, kde vzpomínali na Seifera, kterého považovali za popraveného. Ředitel Martin jim předal nový rozkaz od obou zahrad, jenž zněl spáchat atentát na čarodějku Edeu, aby zabránili jejímu uchvácení Galbádie i zahrady. Do týmu přibyl galbádský ostrostřelec Irvine Kinneas, jenž měl atentát provést. Odcestovali do Delingu ke generálu Carawayovi (otci Rinoy), jenž nesouhlasil se jmenováním čarodějky. Představil plán atentátu, ovšem Rinoa se domnívala, že je schopná konat také jako SeeDi (a také nehodlala uposlechnout otcův příkaz neplést se do mise). Chtěla využít Odineho přívěsek, který měl moc zlomit čarodějnou magii. Quistis ji napůl z přesvědčení a napůl ze žárlivosti vyčinila, že tohle není žádná hra na vzdor dcery otci, ovšem Rinoa stejně nakonec šla. Čarodějka ji v prezidentském paláci rychle paralyzovala. S pomocí své čarodějné moci pak přebrala nad úplně zfanatizovaným statisícihlavým davem moc a prezidenta Delinga, kterého neměli rádi ani Galbáďané, zavraždila.
Quistis se chtěla jít Rinoe omluvit a opustila pozici ve věži Vítězného oblouku, ovšem nechala se se Zellem a Selphie zamknout v domě generála Carawaye. Na místo se vrátili přes stoky na poslední chvíli. Mezitím se Squall připravoval s Irvinem na rozhodující úder. Nejprve osvobodili Rinou, kterou Edea nechala obětovat, z obklíčení ještěrů, kteří se přidali ke skupině jako GF. Rinoa, rozklepaná strachy a z toho, že si uvědomila svou bezmoc, když bojuje sama, se pak od Squalla nechtěla hnout. Pak když na přehlídku dorazila Edea, po jejímž boku byl i Seifer, rozklepal se Irvine strachy a všemožně se vymlouval. Po Squallově naléhání a po spuštění brány od Quistis nakonec Irvine sniperkou střelil Edeu do hlavy. Edea však zastavila střelu magií, takže byl Squall nucen vykonat plán „B“, a to konfrontovat čarodějku přímo. Porazil Seifera, který sám sebe označil za rytíře čarodějky, pročež ho Rinoa jako zrádce zavrhla. Ovšem čarodějka Edea pak Squalla omráčila svou magickou mocí, když ho prostřelila svým Limit breakem ledovými trny.

### Odhalení pravdy
Následkem kómatu se Squall opět zasnil do role Laguny. Ten se ocitl v malebném městečku Winhill, kde žil s ženou jménem Raine a její pětiletou adoptivní dcerou Ellone, kterou si velmi oblíbil. Po zpackané misi v Centře byl Laguna půl roku zraněn a v péči Raine, jež ho našla vyplaveného z moře. Zprvu ho neměla moc ráda, ale časem se jí zalíbil. Toho dne ho navštívil Kiros, že ho už skoro celý rok hledá a že je bez něj nuda. Laguna vysvětlil, že je Ellone jedinou holčičkou ve městě, neboť je všechny před dvěma lety odvlekli estharští vojáci, jen Ellone se povedlo ukrýt za cenu životů jejích rodičů. A sám nyní chránil obec před příšerami, protože všichni mladí lidé byli ve válce. Kiros mu odvětil, že Ward byl ze všech zraněn nejvážněji a skončil jako poloviční invalida na pozici údržbáře ve věznici, a taky, že se Julie Heartilly vdala za jiného vojáka a stala se zpěvačkou. Také si uvědomili jakési bzučení ve hlavách, že bude tedy hlídka „hračkou“. Kiros si všiml, že se Laguna změnil a dospěl, což také ocenil Squall a začal o Lagunovi smýšlet lépe.
Po nabytí vědomí se Squall ocitl v mučírně věznice D-District, kde ho vyslýchal Seifer, aby se dověděl, jaký je skutečný účel SeeDů. I kdyby to Squall věděl, neodpověděl by a snášel krutá muka elektrickým proudem, dokud Seifer neodešel pryč, protože byly přichystány rakety na zničení Trábijské zahrady. Znovu omdlel, ale vysvobodilo ho zvířátko moomba. Ostatní byli taktéž uvězněni kromě Irvina, jemuž se povedlo uprchnout a od generála Carawaye dostal rozkaz přivézt Rinou z vězení domů. Ostatním se povedlo utéct díky Zellovi, jemuž se zdálo o Wardovi a ten v tom snu pracoval jako údržbář téže věznice, proto ji znal dokonale. Proplížil se k jejich zbraním a pak následoval útěk, k němuž pomohla i Rinoa s Irvinem, která se pro ně chtěla za každou cenu vrátit a doslova k tomu Irvina donutila. Po dramatickém útěku z vězení byla šestice hrdinů svědky výstřelů raket, které mířily na Trábijskou zahradu.
Šlo o odplatu čarodějky Edey za pokus o atentát, chtěla eliminovat všechna místa, kde jsou SeeDové, a ovládnout Galbádskou zahradu. Selphie vedla se Squallovým svolením infiltrační misi do galbádské raketové základny, aby zabránila výstřelu na Balamb, zatímco se Squall se zbytkem vrátil do Balambu, aby varoval ředitele Cida. Selphie dokázala přemoci vojáky v místnosti s ovládáním raket a nastavila autodestrukci, ovšem při útěku ze základny jeden z přežívajících vojáků ještě stihl rakety odpálit. Cestu ven zbylí vojáci zamkli a napadli je v chodícím tanku, který je ale ochránil před účinkem exploze základny. Byli ochromeni z toho, že v misi selhali, ocitli se uvěznění uprostřed trosek a jen si sedli na prašnou zem.
Squall se mezitím vrátil do Zahrady, v níž vypukla vzpoura proti Cidovi, vedená NORGem, majitelem Zahrad. Studenti bojovali mezi sebou a situaci zkomplikovaly i příšery vypuštěné z tréninkové zóny NORGovými dozorci. Povedlo se mu dostat do Cidovy kanceláře a informovat jeho podřízenou Xu o blížících se galbádských raketách. Cid odmítl evakuaci s tím, že je Zahrada jeho druhým domovem, a že chce ještě něco zkusit, protože dříve sloužila jako pevnost a tedy by měla být schopná proti raketám nějak zakročit. Na průzkum tohoto tajemství se ale cítil starý, tak se Squall nabídl, že tajemství odhalí. Výtahem sjel do suterénu a použil Cidův čip, aniž by věděl, k čemu přesně. Squall se s Rinoou a ještě jedním SeeDem pustil dolů, kde našli starý rezavý generátor, který zapnuli. Ovládač generátoru vyjel až nahoru do Cidovy kanceláře a proměnil se v ovládací panel. Jak se blížily rakety, začaly zářivé vrtule nad střechou rotovat, přesunuly se pod Zahradu, zvedly ji celou do vzduchu a pomalu přesunuly vpřed, dost na to, aby všechny rakety minuly cíl.
Mezitím skončila vzpoura a na dlouho se zastavili na balkóně, odkud bylo výborně vidět na krajinu, nad níž se Zahrada pomalu vznášela. Cid však vyhlásil poplach, neboť Zahradě nefungovalo ovládání a sami pořádně nevěděli, jak ji ovládat a hrozil náraz do města Balamb. Squall něco zkusil mačkat, což změnilo směr letu natolik, že se těsně povedlo městu vyhnout. Zahrada ale spadla do moře, kde se nechala unášet proudem jako obří vor. Squalla si pak pozval na kobereček NORG. Od něj se Squall dozvěděl, že vzpourou si chtěl tento NORG (vlastník Zahrady) po zpackaném atentátu na Edeu, který nařídil, a po vyhlazení Trábijské zahrady čarodějku usmířit vydáním SeeDů zodpovědných za misi, kterou měl vykonat jen jeho podřízený Martin sám, a Squalla vlastně jen využil, protože se zrovna ukázali v momentě, kdy se to hodilo. Také odhalil, že Edea je Cidovou manželkou a ze strachu z ní začal se Squallem bojovat, ale neměl šanci a zavřel se zbaběle do kokonu. Bitvě předcházela ostrá hádka NORGa s Cidem, odkud odešel Cid s brekem a snůškou nadávek. Pak na ošetřovně Cid Squallovi potvrdil, že NORG byl ten, kdo financoval provoz Zahrady, když hledal před mnoha lety se svou manželkou Edeou investora k založení SeeDů. Také prozradil skutečný důvod jejich existence, který ve vězení Seifer tak marně vymáhal po Squallovi: všechny mise po celém světě byly jen trénink na to, aby byl Squall a ostatní schopni postavit se moci čarodějky.
Na širém moři byla Zahrada dostižena záhadnou lodí, na níž byli bílí SeeDi, které Squall nikdy neviděl. Požadovali vydání Ellone (zde Squall zpozorněl, to jméno mu bylo známé). Cid nakázal, ať ji přivede. Ellone byla v zahradní knihovně, kde se ukázalo, že je tou dívkou, která na začátku hry na ošetřovně Squalla pozdravila (tehdy informovala Cida o tom, že se Edea změnila a opustila onu loď). Prozradila, že ho s jeho nejbližšími kamarády očarovala, aby se jejich vědomí přesunulo do minulosti, pro ni hodně bolestné, aby ji změnila. Proto se mu zdálo o jejím „strýčkovi“ Lagunovi. Její plán se nezdařil a uvědomila si, že změnit lze jen přítomnost a spolu s ní i budoucnost. Squallovi se omluvila, že ho takto využila, a odešla s bílými SeeDy do bezpečí.
Zahrada byla i nadále téměř neovladatelná, tak narazila do města Rybářův Horizont uprostřed oceánu, který se nacházel uprostřed zaoceánského železničního koridoru, jenž spojuje Timber s Estharem, který byl od konce Války čarodějek izolovaný. Místní obyvatelé i přes způsobené škody, za něž se Squall jménem Zahrady oficiálně omluvil starostovi, ochotně opravili ovládací zařízení Zahrady. Zároveň bylo toto pacifistické město přepadeno galbádskými vojáky, které Squall porazil. Spolu s nimi dorazili v polorozbitém chodícím tanku i Selphie a zbytek party. Squall viděl opravdu s radostí, že jsou v pořádku, což se sice snažil nedávat najevo, ovšem Rinoa si toho všimla a pochválila ho za to. Cid pak jmenoval Squalla vrchním velitelem SeeDů a v noci uspořádala Selphie s ostatními další Zahradní festival jen pro něj. Na chvíli si promluvil s Rinoou, která mu řekla, aby se snažil ostatním více důvěřovat, že svou novou funkci zvládne lépe.
Po dokončení oprav a jmenování SeeDa Nidy pilotem se Zahrada vrátila do Balambu, který ovládla Galbádie pod velením dvou Seiferových kamarádů Fudžin a Raidžin. Ti hledali ve městě Ellone a po jejich vyhnání se na Selphiino přání odebrali do Trábie prozkoumat trosky tamní zahrady, jejího domova. Litovala zničení Zahrady, ale byla ráda, že její kamarádi přežili. Na basketbalovém hřišti se šestice rozpovídala o minulosti a hlavního slova se ujal Irvine, který řekl, že si je všechny pamatuje z raného dětství. Všichni až na Rinou vyrostli v sirotčinci a později se dostali do Zahrad, aby z nich byli SeeDi. Postupně tak uvolnil u všech fragmenty starých vzpomínky na sebe samé, nejprve na průšvih, když si tehdy vyrobili ohňostroj, na Ellone, kterou si Squall celou zabral pro sebe a říkal jí sestřičko.
Squallovi nyní došlo, co znamenaly jeho noční můry, kdy stál sám v dešti v noci a volal svou ztracenou sestru, která ho opustila. Proto se uzavřel do sebe. Byl tam s nimi i Seifer, jenž se už tenkrát se Squallem pořád pral. Irvine vysvětlil, proč si nikdo kromě něj na nic nepamatuje (na zlobivou Selfí, panovačnou Kvisty, žalobníčka Zella, atd.). Na vině je spojení s GF, za jejichž moc se platí vzpomínkami. Irvine do styku s mocí GF nikdy nepřišel a tehdy je všechny poznal na první pohled, i to, že si na sebe navzájem z dětství nepamatovali. Nehodlal je tehdy šokovat, nebyla vhodná doba, tím, že sirotčinec řídila čarodějka Edea, ta samá, kterou měli zabít, tehdy byla moc hodná. Proto se tenkrát Irvine choval divně a v Delingu se rozklepal. Nyní, i když ví, že je Edea jejich adoptivní matka, s ní musí bojovat, jakkoliv je to bolestné. Rinoa vyjádřila přání s nimi zůstat také a bojovat dál, i když jim nestačí, protože není SeeD.

### Velká bitva Zahrad
Rozhodli se vyhledat onen sirotčinec, aby získali víc informací o své minulosti. Na základě indicií rozluštili, že se nacházel na jihozápadním mysu zbytku centrijského kontinentu. Než dorazili na místo, dostihla je Galbádská Zahrada, která se stala zrovna tak mobilní jako Balambská, ovšem byla plně pod kontrolou Edey a Seifera. Squall vydal příslušné rozkazy bránit jednotlivá patra a rozdělil skupinu na dvě části. Zell si vynutil vypůjčení Squallova prstenu, že mu ho vrátí. Seifer po dostatečném přiblížení vydal rozkaz ozbrojeným motorkářům přeletět po rampách na Balambskou Zahradu a zahájit bitvu. V nastalém chaosu pilot Galbádské Zahrady zezadu a z boku narážel do Balambské, kterou tím dost poškodil. Kulová vrtule třeba odsekla kus balkónu na levé straně, kde byl zrovna Zell s Rinoou, která se málem zřítila do místa s rotující vrtulí, která by ji bezpochyby zabila, naštěstí se zachytila se za konstrukci, ale nebylo ji možné vytáhnout.
Zell běžel o tom informovat Squalla, který vydával další rozkazy. Galbádští vojáci pronikli na robotech i do učeben, kde byli schovaní dětští kadeti. Těm musel Squall pomoct nejprve a naproti očekáváním, že to provede on sám, nařídil Zellovi pomoct Rinoe. Po zvládnutí obrany se uskutečnil brífink. Kvůli škodám a počtu zraněných by další vlnu Balambská zahrada nemusela přežít. Zell nedokázal Rinoe pomoct ani napodruhé, protože se k ní bude muset přiletět. Squall byl nucen rychle se rozhodnout a chtěl ji tam prostě jen tak nechat, ovšem ostatní členové party ho donutili, aby ji zachránil, že jedině on musí. Zároveň se pustili do plánování frontálního útoku na Galbádskou Zahradu. O tom Squall informoval přes rozhlas ostatní. Přestože jsou buď zranění, nebo unavení, musejí sebrat zbytky sil a tímto útokem zachovat svůj domov i životy svých přátel. V tomto momentě se také ze Squalla stal místo vlka samotáře konečně zodpovědný vůdce.
Pilot Nida v plné rychlosti bočně naboural do Galbádské Zahrady, aby SeeDové provedli výsadek. Na prostranství Galbádské zahrady vypukla epochální bitva mezi stovkami SeeDů a galbádskými vojáky. Zatímco Squall hledal možnost, jak Rinou zachránit, napadl ho voják v létajícím robotovi. Otevřel si únikový východ a oba pak bojovali o kontrolu nad jetpackem. Jakmile ho Squall získal, obletěl Zahradu, aby konečně zachránil Rinou. Spolu s ní přistál na prostranství Galbádské Zahrady a utekl s ní vstupní bránou dovnitř. Zde mu Rinoa ukázala prsten, který on půjčil Zellovi. Squall jen protočil oči, jak ho všichni chtějí dát s Rinoou dohromady, ovšem tentokrát odpověděl slušně a na její prosbu, zda si smí udělat kopii, odpověděl kladně. Prozradil i jméno lví příšery, vytesané do prstenu, a to Griever.
Uvnitř narazili opět na Seiferovy kamarády Fudžin a Raidžina, ovšem ti navzdory rozkazu odmítli tentokrát bojovat. Místo toho poprosili Squalla, ať zachrání jejich jediného kamaráda z vlivu čarodějky. Toho Squall s Rinoou konfrontovali v ředitelně. Po jeho porážce se Edea kouzlem teleportovala o patro níž, kde s nimi bojovala. Squall s Rinoou ji nakonec porazili, ale nezabili. Rinoa upadla do hlubokého bezvědomí a Squall byl mohutnou září natolik oslněn, že si vůbec nepamatoval, co se stalo. Z jejího kómatu byl však zoufalý a vůbec nevěděl, co si má počít. Přiznal si, že mu na ní moc záleží.
Po bitvě navštívil s ostatními konečně sirotčinec, kde si v rozvalinách promluvili nejprve s Cidem, který se omluvil za neúčast v bitvě, a poté s Edeou. Už to nebyla ta zlá Edea, ale opět hodná (i když velmi smutná) adoptivní matka, která je ráda viděla, jak vyrostli v silné SeeDy. Vysvětlila, že nic nepáchala z vlastní vůle, ale byla posednutá zlou čarodějnicí z budoucnosti jménem Ultimécie. Nechala se jí ovládnout dobrovolně, aby před ní za každou cenu ochránila Ellone, neboť ta toužila po jejích schopnostech, aby mohla uskutečnit svůj plán na vyčarování mocného kouzla Komprese času, díky němuž by vyhladila vše živé a sama by se stala živoucí bohyní. Čarodějka, proti níž celou dobu bojovali, byla Ultimécie v jejím těle a bála se, že ji znovu ovládne. Ale ještě více se bála, že využije čarodějku Adel, krutovládkyni Estharu, po níž se slehla před lety zem, jež může sama vliv Ultimécie zneužít k ještě mnohem horším činům.

### Mise v Estharu
Squall se Edey zeptal, zda nezná lék pro Rinou, ovšem ta si nevěděla rady. V zoufalství usnul nad její postelí na ošetřovně a znovu se mu zdálo o Lagunovi, jenž působil jako herec ve filmu, aby získal peníze na cestu na záchranu Ellone, kterou po nějakém čase od doby posledního snu znovu přišli hledat vojáci z Estharu. Tehdy byl Laguna ve vydavatelství Timberských maniaků splnit si sen být novinářem, takže ji nemohl ochránit. Po bitvě s drakem (to se sen rozcházel se skutečností) byl v dáli svědkem experimentu Estharu s Šílenou Pandorou a ptal se, co to je? Squall si po probuzení uvědomil, že Rinou miluje a udělá cokoliv pro její záchranu. Za každou cenu chtěl najít Ellone, aby ho poslala do minulosti přesně do momentu porážky Edey, aby zjistil, co se stalo.
Nedaleko sirotčince objevil loď, s níž Ellone odcestovala, ovšem nebyla na palubě. Kapitán lodi vysvětlil, že je vypátrala flotila galbádských lodí, tak se museli ukrýt do zátok kráteru Centry, ovšem pro poruchu tam uvízli a pomalu loď opravovali. Nakonec je našla estharská fregata, na jejíž palubu s úsměvem nastoupila. Tam ji tedy nejspíš najdou. Se Zahradou odletěl do Rybářského horizontu na opuštěnou mezikontinentální železnici co nejblíže k Estharu a bezvládnou Rinou tam chtěl dopravit na svých zádech pěšky. Na opuštěném estharském nádraží na něj čekala Quistis a ostatní, kteří dorazili dřív. Pomáhala jim i Edea, jež chtěla být pod dozorem pro případ, že by ji Ultimécie znovu posedla, a také chtěla do Estharu za dr. Odinem, aby zapečetil její moc. Dorazili k obřímu Solnému jezeru plného nemrtvých příšer, ale za chvíli zjistili, že je celá krajina iluzí a hologramem. Nahmatali ve vzduchu žebřík, po němž se vyšplhali do jakési šachty, jež visela zdánlivě z oblohy.
Ocitli se v jakémsi podzemí, kde všechny ochromil spánek. Opět zažili kus života Laguny. Nyní se nacházel se dvěma přáteli v Estharu jako Adelin otrok v laboratoři Šílené Pandory, kde porazili stráže a se svým spoluvězněm (členem odboje) a malým moombou utekli. Proplížili se kanceláří vědce dr. Odineho, pracujícího na vynálezech pro Adel. Venku se dověděl, jakou si tento šílený vědec našel hračku: Ellone. Zástupci odboje zjistili, kde ji drží, a Laguna s Wardem i Kirosem vtrhl do laboratoře, kde zajal dr. Odineho. Nastavili souřadnice letu Šílené Pandory do moře, a vysvobodil Ellone z jejího vězení, z vědecké komory plné senzorů. Ellone bylo nemožné od jejího strýčka Laguny odtrhnout, jak se jí omlouval, že to trvalo tak dlouho.
Po probuzení se Squall a ostatní ocitli obklíčeni ochrankou a byli dopraveni do estharského prezidentského paláce uprostřed futuristické megalopole, jež zabírala velkou část celého eshtharského kontinentu. Setkali se s dr. Odinem, jenž jim řekl, že Ellone najdou u Měsíční brány. Dostali od něj povolení k vstupu výměnou za to, že ho nechali studovat spící Rinou. Tam se Squall nalodil ještě s jedním členem skupiny a s kapslí s bezvládnou Rinou do automaticky naváděných vesmírných raket, které je dopravily k Měsíční základně. Tam se nacházelo vězení čarodějky Adel, kde byla držena v kryogenní komoře přesně v poloze, kde se vyrovnává gravitace země s měsícem, a také byla obehnána rušičkami všech vln (zasahující celou planetu, tudíž proto nikde léta nefungovalo radiové spojení), aby nebylo možné ovlivnit ji magií nebo zářením. Sám prezident Estharu osobně kontroloval pečetě. Posádka základny se znepokojením pozorovala dění na měsíci, domovinou všech příšer, jako by tam něco bobtnalo.
Na místě byla i Ellone, kterou Squall žádal o pomoc. Najednou se „probudila“ Rinoa a velmi agresivně si probila cestu k vypínači pečetě a k tlakové komoře. Ve skafandru unikla do vesmíru až k Adel a odlomením pečetě ji osvobodila. Mezitím se nad Estharem začala vznášet obří Šílená Pandora, kterou kdysi vlastnila Adel a Laguna ji poslal na dno oceánu. Tu se snažil zastavit Zell a ostatní, kteří zůstali na povrchu. Jenže Pandora je vykopla teleportem pryč. Do Estharu také vtrhla armáda Galbádie, jež uvrhla město do chaosu. Jakmile byla Pandora umístěná nad Údolí slz, začal z měsíce padat tzv. Měsíční pláč, tj. příšery zrozené na měsíci, aby byly v obří bublině přeneseny na zemský povrch k Šílené Pandoře. Tuto jinak přírodní událost vyvolává Šílená Pandora uměle, jak bylo vidět v dálce v Lagunově snu, kde natáčel ten film.
Ultimécia poté uvolnila Rinou, aby ji nechala v kosmu zemřít, a vtělila se do Adel, kterou strhl Měsíční pláč na zem na trůn v Šílené Pandoře, kde se pomalu probouzela. Měsíční základna musela být evakuována, neboť ji také strhával Měsíční pláč. V záchranném modulu Squall, navlečený do skafandru, konečně uprosil Ellone, aby ho vrátila do Rinoy, do místa v minulosti, kdy omdlela. Proběhlo několik neúspěšných pokusů, kdy ho poslala moc daleko. Takhle se Squall dozvěděl, jak Rinoa donutila Irvina, aby se pro něj vrátili do vězení, kde ho Seifer mučil. Také, k půjčení prstenu s Grieverem navedla Zella ona sama při diskuzi v kantýně. Až na třetí pokus se povedlo. Squall viděl, jak byla Edea osvobozena, a viděl též skutečnou podobu Ultimécie, než se vtělila do Rinoy. Ultimécie pak vyzvala Seifera ke hledání Šílené Pandory a k přípravě na její povel. Pak využila svou moc, aby Squalla a Ellone doslova vykopla z Rinoy.
Squall na nic nečekal a vydal se do vesmíru zachytit Rinou stůj co stůj. Té došel ve skafandru kyslík a využil Elloniny moci, aby ji telepaticky podpořil, aby neumírala. Záchranný modul mezitím vstoupil do atmosféry a Squall zůstal s Rinoou ve vesmíru sám. Oba přesto měli brzy zahynout, jenže se stal zázrak. Z hlubin temnoty je dostihl vesmírem opuštěný, volně putující, a hlavně funkční raketoplán Ragnarok. Uvnitř si oba vydechli. Rinoa byla nesmírně šťastná za záchranu a chtěla Squalla obejmout, ovšem nejprve museli vyčistit loď od vetřelců. Po nahození systémů je kontaktoval Esthar, aby zapnuli autopilota a přistáli na zem. Při letu došlo k emotivní scéně, kdy se Squall poprvé více rozhovořil o sobě a Rinoa objímajíc ho řekla, že jí přináší největší pohodu a bezpečí. Ovšem také vyšlo najevo, že je Rinoa nyní čarodějkou, což odhalily výsledky vyšetření dr. Odineho. Rinou se chystali zatknout a zapečetit jako Adel.
Kvůli strachu z nenávisti od celého světa a ze své moci se dobrovolně podvolila. Estharští ji chtěli v Památníku čarodějek zapečetit jako Adel. Squall byl bezradný, ale nechal ji jít, když to bylo její rozhodnutí. Ostatní členové party ho však přiměli k záchranné akci. V Památníku vyděsili svými zbraněmi hlídače, aby Squall Rinou vysvobodil. Jak mu padla do náruče, připomínalo to jednu ze scén z jeho nesourodých myšlenek na začátku hry. Rinoa byla nesmírně šťastná ze záchrany a uprchli. Ragnarok, pilotovaný Selphií, pak přistál u sirotčince, kde se znovu setkali s Cidem a Edeou. Zde se vysvětlilo, jaktože se Rinoa stala čarodějkou. Když byla Edea v posedlé formě poražena, nevědomky darovala všechnu svou moc Rinoe, kterou ihned posedla Ultimécie, v níž vyčkala, než mohla osvobodit Adel. Sama Edea již čarodějkou není, poprvé od doby, kdy většinu své bývalé moci zdědila po umírající čarodějce. Rinoe poradila, jak toto břímě nést: najít si rytíře, který ji ochrání před zlými myšlenkami, že žádná ze zlých čarodějek v historii rytíře neměla, tedy ani Adel, a zcela jistě ho v budoucnosti nemá ani Ultimécie. Rinoa vyjádřila Squallovi své obavy ze sebe samé a z Ultimécie. Poprosila ho, aby ji rychle a bezbolestně zabil, pokud ji znovu posedne. Squall ji v duchu přísahal, že bude jejím rytířem. Řekl, že čarodějka, po které jde, je Ultimécie. Pak mu pověděla o noční můře, která se jí zdála v kómatu, že ho hledala, ale nikde ho nenašla. Squall řekl, že si ještě nedali slib, kde na sebe budou čekat, pokud budou rozděleni. Řekli si, že zde na louce za sirotčincem.

### Plán bitvy
Poté dostali SeeDi objednávku oo prezidentského paláce v Estharu, který byl obležen měsíčními nestvůrami, že vědí o způsobu, jak bojovat s Ultimécií. Konečně se setkali s prezidentem, kterým nebyl nikdo jiný než Laguna Loire, nyní starší, než jak ho znali ze snů. Od něj se dozvěděli, že Seifer unesl Ellone do Šílené Pandory k Adel. Nechtěl ale mluvit o Raine, neboť mu Ellone musela ve vesmíru říct, že než zemřela, porodila syna. Ale jinak potvrdil vše, co se jim o něm zdálo, i to, že divné bzučení v jeho, Kirosově a Wardově hlavě, které měli vždy při spojení v těch snech, je podivným způsobem výrazně posilovalo (takže Ellone nepřenesla do minulosti jen jejich vědomí, ale nevědomky spolu s nimi i jejich schopnosti SeeDů, které mohl Laguna a ostatní dva využívat – jak ostatně vidno ve hře samotné).
Každopádně jim pověděl, jak se stal prezidentem. Bylo jasné, že by si tehdy před 17 lety Adel pro Ellone znovu přišla, kamkoliv by ji ukryl, navíc estharskému odboji dlužil hodně. Nalíčil na ni tehdy s Kirosem a Wardem past v Památníku čarodějek, v němž zajatý dr. Odine sestrojil mrazicí zařízení. Úkol to nebyl jednoduchý, neboť Adel měla hodně svalnatou postavu a byla dvakrát vyšší než běžní lidé. Ale nalákali ji tam na hologram Ellone. Adel okamžitě odhalila lest, ale Lagunovi pomohla jeho vrozená zbrklost, kdy se mu povedlo rozčilenou čarodějku strčit do pasti: ať byla jakkoliv mocná, byla také pouze člověk. Dr. Odine pak zapnul svůj vynález a zapojil pečetě. Adel si ale nemohli nechat jako trofej, potřebovali se jí zbavit a zabít ji nemohli, protože by musela předat své schopnosti jiné čarodějce. Třemi raketoplány Ragnarok ji umístili do vesmíru a její Měsíční základnu pak využili k jejímu hlídání. Nějakou dobu tehdy ještě s Ellone setrval v Estharu, kde probíhala veřejná debata o tom, kdo bude vládnout, když je Adel pryč. Estharané ho pak prohlásili hrdinou převratu a zvolili za svého nového prezidenta. Kvůli práci se tedy nemohl vrátit za Rainou do Winhillu a poslal zpět jen Ellone samotnou, aby ji zase Odine nezavřel do laboratoře. Ovšem brzy poté se dověděl o smrti Raine a o umístění Ellone do sirotčince. Byl to nejhorší den v jeho životě, ale práce ho vytrhla zpět do reality, v níž zůstal doposud. Edea později umístila Ellone na plovoucí sirotčinec (základnu bílých SeeDů), kde strávila víc než deset let, aby ji nenašel dr. Odine, jehož chuť na ní experimentovat stále nepřešla. A z lodi pak Ellone uprchla do Balambu před Ultimécií.
Do kanceláře pak dorazil dr. Odine (jenž už o Ellone dávno ztratil zájem, neboť dokončil svůj vynález i tak). Dle informací od Adel z doby, kdy jí sloužil, zjistil, že Ultimécie k cestování do těl čarodějek v minulosti využívá právě jeho vynález, který umí mechanicky spojit mysl lidí podobně, jako to dělá Ellone a podle níž se vynález jmenuje. Zatímco jeho verze byla jen hračka simulující schopnosti Ellone, v Ultiméciině době se jedná o mnohem důmyslnější stroj, kterým přebírá nad obětí zcela kontrolu, jenže má zřejmě omezení a tato doba je nejzazší, které může dosáhnout. Proto Ultimécie potřebuje Elloniny schopnosti, aby poslala mysl posedlé čarodějky ještě dál do minulosti spolu s ní. Jedině tak může spustit „kompresi času“, která stlačí minulost, přítomnost i budoucnost do jediné reálnosti. Protože nelze Ultimécii zlikvidovat v jiném těle, musí se Seedi vypravit za ní do budoucnosti, což umožní právě komprese času. Squall tedy musí zabít Adel, aby jedinou čarodějkou zůstala Rinoa, absorbující její moc. Až Ultimécie Rinou znovu posedne, Ellone je obě pošle co nejdál do minulosti do Edey nebo Adel a vyčká, než Ultimécie, přítomná v minulosti, současnosti i budoucnosti, vyvolá kompresi. V ten moment Ellone vrátí Rinou zpět, aby vyvolávání komprese pozdržela, dost na to, aby Squall našel správný vchod do Ultiméciiny doby a konfrontoval ji tváří v tvář.
Laguna s Kirosem a Wardem nastoupili spolu se Squallovou partou na Ragnarok, kde naplánovali vpád do Šílené Pandory. Také si se Squallem domluvil schůzku, aby spolu probrali "rodinné záležitosti", až bude po všem. Selphie prorazila v plné rychlosti energetický štít Pandory a s pomocí mechanického ramene lodi probila cestu dovnitř, aby se vydali pátrat po Ellone. Cestu jim však zkřížila Fudžin s Raidžinem, kteří chránili Seifera, ale ti po krátké potyčce uprchli. Šílená Pandora měla sice trochu upravený interiér, ale byla úplně stejná jako chodby, kterými se procházel Laguna, Ward a Kiros ve snu č. 2. Předměty, které tam tehdy poztráceli, nyní našel a dobře využil Squall. Nakonec se dostali na podlaží č. 1, kde opět konfrontovali Seifera, jenž na ně poslal Fudžin a Raidžina, kteří měli v zajetí Ellone. Ti dva tentokrát odmítli se skupinou bojovat, propustili zajatkyni a Fudžin prosila Seifera, ať toho nechá, že s ním Ultimécie jen manipuluje. Seifer však odmítl a opilý mocí se vrhl do boje se skupinou. Bitvu sice prohrál, ale jen předstíral smrt, aby se zmocnil Rinoy a odtáhl ji s sebou k Adel, že si jeho paní přeje, aby se obě čarodějky spojily.
Adel, která byla stále omámená letitým účinkem pečetí a patrně pod vlivem Ultimécie pak Rinou připoutala k svému tělu, nejspíš proto, aby se posílila o její schopnosti, a začala bojovat se Squallem. Byla však příliš slabá a nepomohla ji ani absorpce Rinoiny životní síly. Po Adelině smrti Ultimécie okamžitě posedla Rinou s Edeinou a nyní i Adelinou mocí. Na scéně se objevil Laguna s Ellone a ta poslala Rinou s Ultimécií daleko do minulosti, kde Rinoa zahlédla maličkou Adel, z čehož byla mírně vyvedená z míry. Zde jejím prostřednictvím vykouzlila Kompresi času, která za několik chvil výrazným vlnobitím prostoru změnila uspořádání světa. Pod Squallovou skupinou se propadla zem a letěli vzduchem dolů mezi bublinami, kde byly zmraženy jednotlivé okamžiky dějin světa, přičemž se propadli několika různými reálnostmi (moře plné ryb, kde však dýchali jakoby nic, nebo prázdný vzduch). Přitom mysleli na Edein sirotčinec a věřili v existenci jednoho v druhého, aby se udrželi u sebe a ve světě neúplně stlačeného času nezahynuli. Nakonec skončili v bublině, která je dopravila do Delingu, kde viděli několikanásobně čarodějku Edeu, která se poté proměnila v jedenáct zlých čarodějek z různých epoch dějin země. Jak s nimi bojovali, měnilo se náhodně prostředí i čas. Poslední a nejsilnější z nich pak porazili v dimenzi připomínající rudou červí díru.

### Poslední bitva
Po bitvě s čarodějkami se Squall a parta ocitli skutečně v sirotčinci, ovšem v minulosti. Budova byla liduprázdná a když se podívali ven, sirotčinec najednou zmizel, krajina se úplně změnila a nad mořem mezi jihozápadní Centrou a Galbádií se objevil obří, strašidelný a létající Ultiméciin hrad, spojený s pevninou obřími řetězy, odkud nejspíš vládla světu, který vypadal dost zuboženě. Cestou viděli velké množství mrtvol SeeDů z budoucnosti, oblečených v jiných uniformách. Uvnitř se však skupina potýkala se silovým polem, které zcela zneutralizovalo jejich GF i všechny schopnosti s tím spojené, k dispozici tedy měli pouze obyčejný útok. Přestože mohli Ultimécii konfrontovat i tak, bylo bezpečnější ochranu zlomit porážkou všech osmi Ultiméciiných strážců, z nichž může hráč získat GF, které nezískal dříve.
Samotná Ultimécie nevypadala vůbec překvapeně, když šestice hrdinů pronikla do jejího hradu. Čekala na ně v hodinové věži a okomentovala jejich přítomnost, že to musí být ti legendární SeeDi, s nimiž se musí utkat. V první fázi bitvy Ultimécie četla ostatním myšlenky, aby našla obraz nejsilnější zbraně, kterou si představí. Cynicky komentovala jejich strach ze ztráty paměti kvůli GF a ztráty povědomí o jejich existenci ve stlačeném čase, ale ve Squallově hlavě našla něco ještě horšího, a to jeho obraz o Grieverovi, kterého si představoval jako nejsilnějšího GF všech dob. Svou magií ho zmaterializovala, vysála ze Squalla a poštvala ho proti nim. Skupina dokázala Grievera přesto zapudit, ale Ultimécie ho pak použila znovu, tentokrát ke spojení s ním, aby si znásobila svou moc. Ultimécie znovu spustila přerušenou Kompresi času a pomalu se stávala absorpcí prostoru a času živoucí bohyní, přičemž měnila podoby, nejvýraznější byla asi podoba bez tváře. Na SeeDy vysílala kouzla nejmocnější, co kdy byla, a rušila účinky jejich vlastních, čímž je postupně oslabovala. Poražené SeeDy pak posílala do těch nejstrašlivějších dimenzí. Přesto byla poražena a ve svých posledních slovech se pokoušela partu před něčím varovat, jako by před časem samotným.
S vědomím, že SeeDi odolali kompresi díky přátelskému poutu, který si byli schopni v průběhu celé hry vytvořit, zemřela strašlivým výbuchem. Nemohla však odejít, protože musela předat své schopnosti jiné čarodějce. S její porážkou se začal čas znovu vracet do normálu, dekomprimovat a Ultiméciin přízrak použil ten samý, kterým unikl Squall do doby 13 let před začátkem hry. Tak, jak si slíbili s Rinoou, dostal se do Edeina sirotčince, kde uviděl Edeu. Ta byla vyděšená z přítomnosti ducha Ultimécie a z toho, že by dala svou moc některému z dětí, tak absorbovala její moc do sebe, čímž ukončila Ultiméciinu existenci (tedy Ultimécie byla tou umírající čarodějkou, o které se Edea zmiňovala Squallovi dříve). Squall se Edee krátce představil jako SeeD, charakteristicky zasalutoval, a v krátkosti vysvětlil, že to ona přišla s nápadem cvičit bojovníky proti zlým čarodějkám, jako např. té, jejíž moc právě převzala. Tímto vlastně uvěznil moc čarodějky v časové smyčce a pokud byla Ultimécie ve své době jedinou čarodějkou na světě, znamenalo to nejspíš i konec čarodějek vůbec. Následně Squall viděl sebe samého čtyřletého, ale raději se zdržel nějaké konverzace. Pak zmizel v portálu dekomprimujícího se času, čímž zanechal Edeu zmatenou...natolik, že pak se svým mužem založila SeeDy a začala trénovat jejich svěřené děti v Zahradách.
Squall se snaží najít správné místo i čas, tedy znovu sirotčinec a dobu krátce po bitvě v Pandoře, aby se znovu setkal s Rinoou, ale narazil na problém, že na rozdíl od ostatních členů party neměl dostatečně vyvinutý smysl pro udržení citových vazeb k ostatním, tak se ztratil v reálnosti, která vypadala jako nekonečná poušť, kde pomalu umíral. Místo pravděpodobně našel správně, ale s časem měl problém, ovšem Rinoa nejspíš využila své čarodějné schopnosti, aby ho našla a přivedla zpět do normálního světa.
V následujících momentech se poušť změnila v rozkvetlou louku za sirotčincem a Squall znovu ožil. Pak je záběr střižen na Seifera, nyní zbaveného vlivu Ultimécie, jak rybaří s Fudžin a Raidžinem a dobře se u toho baví, přičemž s úsměvem sleduje Balambskou zahradu, která nad nimi proletěla. V dalším záběru se Laguna s Wardem, Kirosem a Ellone vrátil do Winhillu, aby konečně po letech uctil památku své ženy a při tom vzpomínal, jak ji na témže místě před 18 lety žádal o ruku. I nad nimi nakonec proletěla Zahrada a Ellone vypadala poprvé v životě šťastně, že je opět se strýčkem Lagunou a její mladší nevlastní bratr řídí Zahradu. Poslední střih ukazuje kamerový záznam dalšího zahradního plesu, kterým Seedové slavili porážku Ultimécie a záchranu existence všech. Cid tam byl opět se svou ženou Edeou, nyní již bez čarodějnických ozdob a na balkóně byla Rinoa, jež ukázala prstem na padající hvězdu stejně jako v době, kdy se se Squallem viděla poprvé, a políbila se s ním. Zahrada, vznášející se nad mořem, pak zamířila ještě výše směrem k měsíci.

## Česká lokalizace
V roce 2008 bylo Final Fantasy VIII přeloženo do češtiny skupinou RK-Translations.